# 小動岬
小動岬（こゆるぎみさき）は、神奈川県鎌倉市腰越2丁目にある岬で、八王子山とも呼ぶ。岬には腰越村の鎮守として信仰を集めた小動神社（当時は八王子社と称す）がある。幕末には台場（八王子山台場）が設置され川越藩・会津藩・長州藩などが沿岸の監視に携わっていた。展望台があり、相模湾を一望の下に置く事ができる。さらに晴れた日は富士山や伊豆半島も望める。

## 地誌
岬内には小動神社、八王子山台場跡（ただし遺構はほとんど残っていない）がある。かつては「小動」という地名の由来となった「小動の松」が岬の山頂にあったが、明治以降いつのまにか枯れてしまい現在は見る事ができない。
岬の南は相模湾に面し、東は七里ヶ浜、西は腰越と接し、腰越漁港が隣接している。また国道134号線が岬の根元部を横断している。

## 歴史
- 空海が開基と伝える古儀真言宗大覚寺派の小動山松岩院浄泉寺創建は、佐々木盛綱が船上から遙拝したと伝えられるから、八王子社よりも古いと考えられる。
- 文治年間（1185年～1189年） 盛綱が八王子神社を勧請し、八王子社（現在の小動神社）を建てる。
- 浄泉寺が八王子社の別当となった。
- 1558年（弘治4年） - 浄泉寺中興、元秀、入寂。
- 1820年（文政3年） - 浄泉寺に相模国準四国八十八箇所第29番札所の弘法大師像が安置された。
- 幕末、小動岬に八王子遠見番所が設置された（下記）。
- 1872年（明治5年） - 浄泉寺の寺子屋、学制により「発蒙学舎」となる（鎌倉市立腰越小学校の前身）。
- 1930年（昭和5年）11月 - 太宰治が3日前に知り合った田部シメ子とこの地でカルモチンを服用し自殺を図り、田部は死亡したが、太宰は助かった。この体験は1935年に出版された『道化の華』の土台となった。
- 1936年（昭和11年）2月 - 浄泉寺、新四国東国八十八箇所第85番札所となる。
- 太平洋戦争末期には本土決戦に向け、横穴陣地が構築された。
- 1952年（昭和27年）5月28日 - 腰越漁港、第1種漁港に指定される。
- 1987年（昭和62年）10月23日 - 航路標識として、腰越港防波堤灯台が置かれる。

## 八王子山台場
八王子山台場（設置当初は八王子山遠見番所）は異国船の相模湾渡来を監視・通報する為に天保9年（1838年）～同14年頃に、当地を治めていた烏山藩が設置したと推測されている（鎌倉市史）。この番所は烏山藩の後に管理を引き継いだ川越藩によって大砲が据え付けられ、台場としての機能も持つにいたった。しかし台場となって以降も異国船をうち払うよりは、監視・通報する番所としての性格を強く持っていた。
弘化3年（1846年）8月、八王子山台場の管理は川越藩から彦根藩へと引き継がれ、その後長州藩に管理を移管された。しかし鎖国が終わると、異国船を監視し、それらを打ち払う理由が乏しくなった。このため八王子山台場の重要性はさがり、自然に使われなくなっていったとみられている。

## ギャラリー

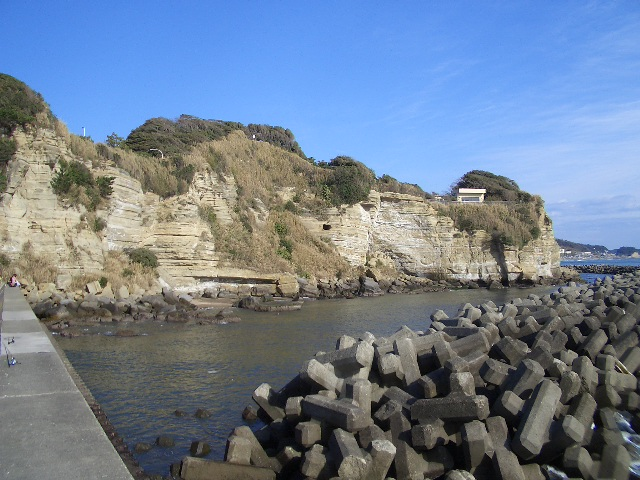
小動岬（西側の腰越漁港より）（2005年1月30日撮影）
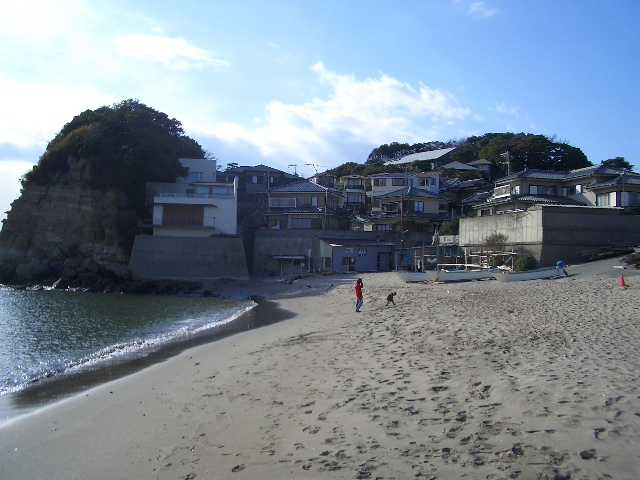
東側から小動岬を望む（2005年1月30日撮影）
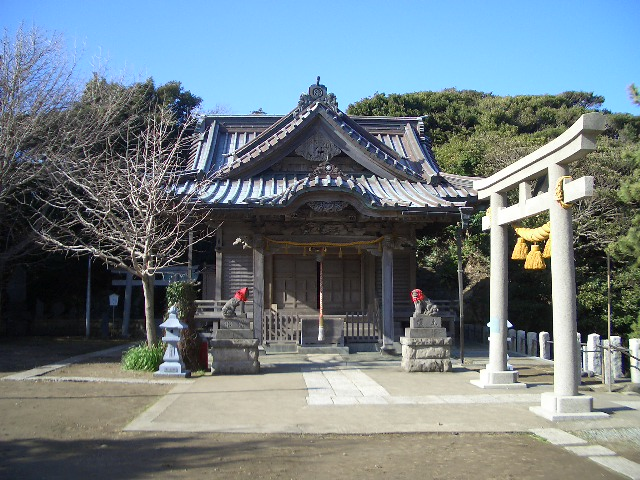
小動神社社殿（2005年1月30日撮影）
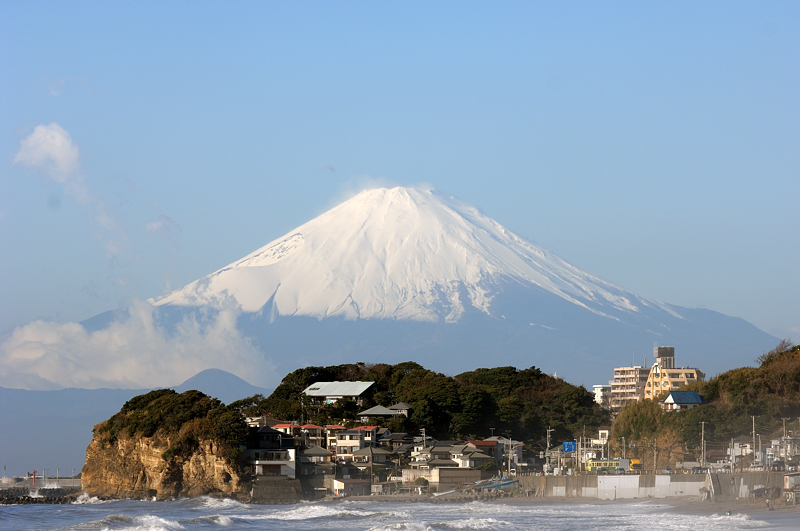
小動岬と富士山（2007年1月3日撮影）
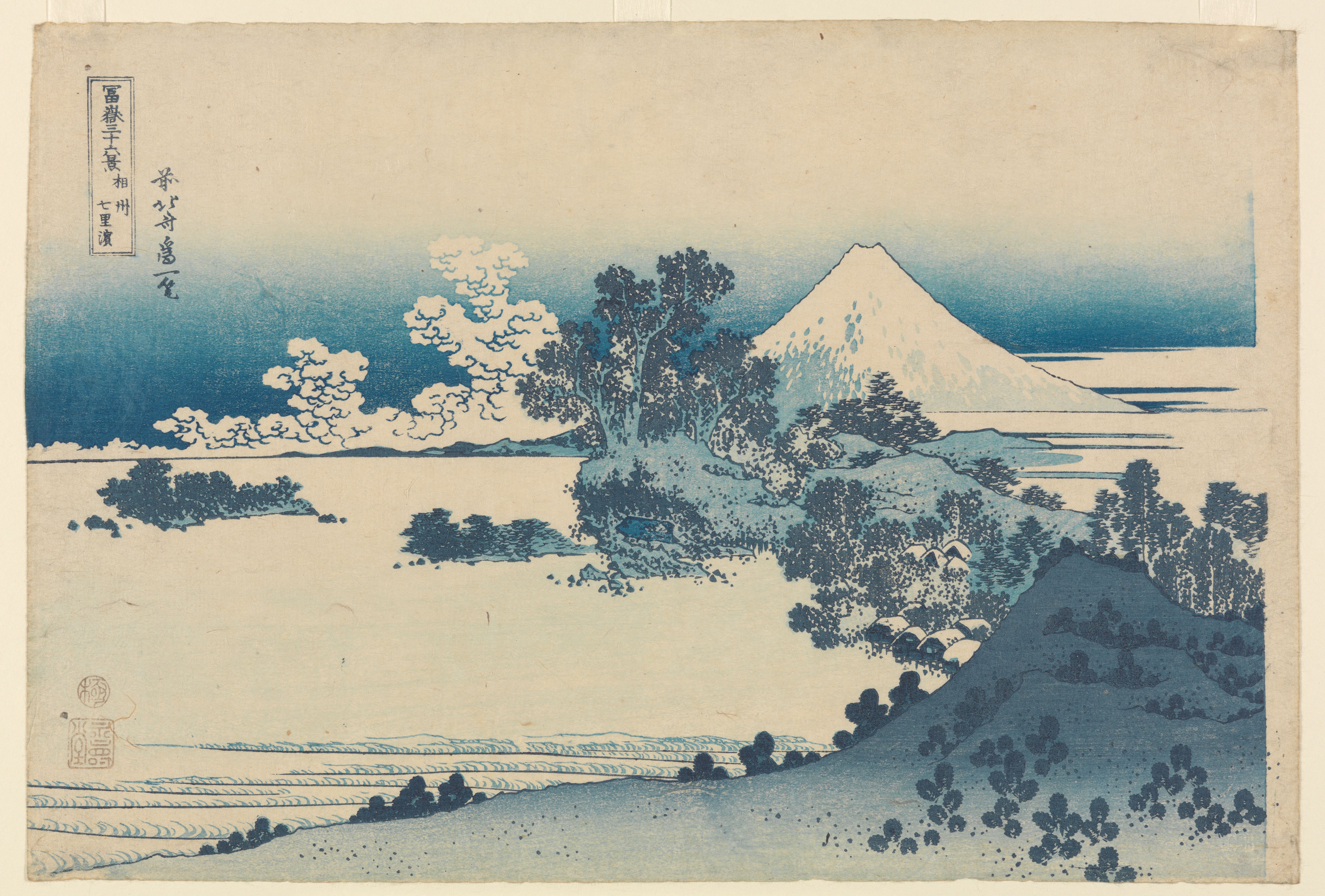
「相州七里浜」（葛飾北斎画）